# Srečanje hrvaške katoliške mladine
Srečanje hrvaške katoliške mladine (hrvaško Susret hrvatske katoličke mladeži, s kratico SHKM) je dvoletno srečanje mladih hrvaških katoličanov, ki poteka v enem od hrvaških mest. Prvo srečanje je bilo leta 1996 v Splitu.

## Zgodovina
Prvo srečanje je Nadškofija Split - Makarska organizirala leta 1996 na Stadionu Poljud v Splitu kot srečanje mladih katoličanov iz Hrvaške ter Bosne in Hercegovine.
Na devetem srečanju v Dubrovniku leta 2014 se je zbralo 35.000 mladih.
Mladi iz Slovenije so se leta 2017 udeležili srečanja v Vukovarju.

## Srečanja
| Leto | Datum            | Mesto     | Škofija             | Moto                                     |
| ---- | ---------------- | --------- | ------------------- | ---------------------------------------- |
| 1996 | 10. junij        | Split     | Split - Makarska    | S Kristusom v tretjem tisočletju         |
| 2000 | 29. april        | Rijeka    | Reka                | In Beseda je postala meso (Jn 1,14)      |
| 2002 | 13. in 14. april | Osijek    | Đakovo - Osijek     | Ohrani nas v svojem imenu (Jn 17,11)     |
| 2004 | 24. in 25. april | Šibenik   | Šibenik             | Veslajte na odprtem morju                |
| 2006 | 29. april        | Pula      | Poreč in Pulj       | Učitelj je tukaj in te kliče (Jn 11,28)  |
| 2008 | 26. in 27. april | Varaždin  | Varaždin            | Bili so stanovitni (Apd 2,42)            |
| 2010 | 8. in 9. maj     | Zadar     | Zadar               | Da bo vaše veselje dopolnjeno (Jn 15,11) |
| 2012 | 5. in 6. maj     | Sisak     | Sisak               | Hodimo v luči (1 Jn 1,7)                 |
| 2014 | 26. in 27. april | Dubrovnik | Dubrovnik           | Za svobodo poklicani (Gal 5,13)          |
| 2017 | 29. in 30. april | Vukovar   | Đakovo - Osijek     | Kristus, naše upanje (po 1 Tim 1,1)      |
| 2020 | odloženo         | Zagreb    | Zagreb              | Kar koli vam reče, storite (Jn 2, 5)     |
| 2022 | 17. september    | Bjelovar  | Bjelovar - Križevci | Kvišku srca                              |
| 2024 | 4. maj           | Gospić    | Gospić - Senj       | Vesêli se v svoji mladosti (Prd 11,9)    |
| 2026 | 2. in 3. maj     | Požega    | Požega              | Jaz sem trta, vi ste mladike (Jn 15,5)   |